# 阿罗阿泽斯
阿罗阿泽斯（葡萄牙語：Aroazes）是巴西皮奥伊州的一个市镇。总面积816.609平方公里，总人口5922人，人口密度7.3人/平方公里。